# L'Assomption (circonscription provinciale)
Pour les articles homonymes, voir Assomption (homonymie).
Circonscription électorale provinciale du Canada
L'Assomption est une circonscription électorale provinciale située dans la région de Lanaudière. Son actuel député est le caquiste et premier ministre du Québec, François Legault.

## Historique
En 1829, le district électoral de L'Assomption est créé en tant que district électoral du Bas-Canada, détaché de Leinster. Lors de la création de l'Assemblée législative de la province du Canada en 1841, il n'est pas conservé et son territoire est réintégré dans Leinster. Le district est cependant recréé en 1853, et fait partie des 65 districts originaux lors de la création de l'Assemblée législative du Québec en 1867.
Ses limites sont modifiées à quelques reprises. En 1980, son territoire est réduit par le transfert de sa partie ouest vers les circonscriptions de Terrebonne et de Rousseau. Sa superficie est de nouveau réduite en 1988 quand les villes de Charlemagne et Le Gardeur sont cédées à la circonscription de Masson, puis encore en 1992 au profit de Rousseau. 
En 2011, un changement majeur est apporté quand le cœur démographique de la circonscription de L'Assomption, la ville de Repentigny (en grande partie), ainsi que la municipalité de Saint-Sulpice, sont regroupées pour former la nouvelle circonscription de Repentigny. En contrepartie, le reste de L’Assomption est regroupé avec des parties des circonscriptions de Rousseau, Masson et Terrebonne pour former le nouveau territoire de L'Assomption.
En 2017, la partie de la ville de Terrebonne qui était dans la circonscription de L'Assomption passe dans celle de Masson.

## Territoire et limites
La circonscription de L'Assomption comprend les municipalités de Charlemagne, L'Assomption, L'Épiphanie (ville), L'Épiphanie (paroisse) ainsi que la partie de la ville de Repentigny située au nord-ouest de la rivière L'Assomption.

## Liste des députés

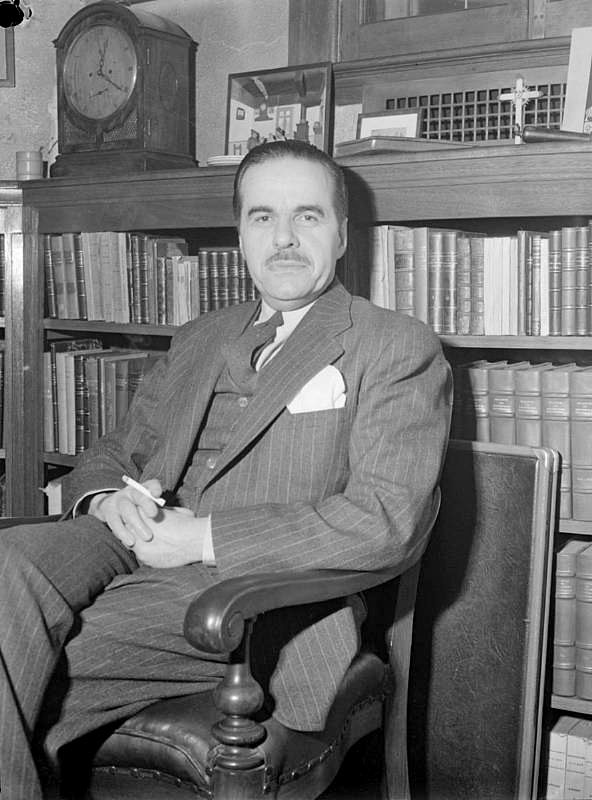
Paul Gouin est député de L'Assomption de 1935 à 1936 pour l'Action libérale nationale.

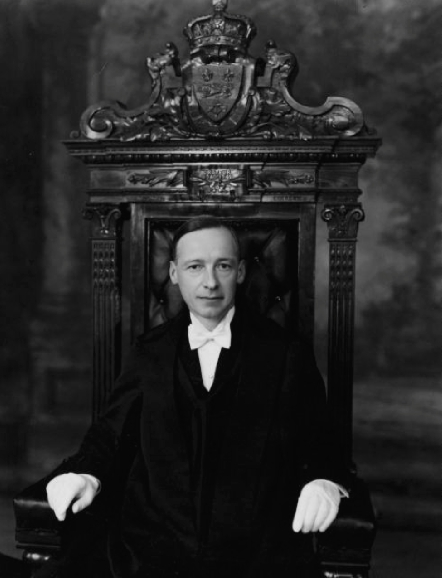
Bernard Bissonnette est député de L'Assomption de 1939 à 1942 pour le Parti libéral du Québec. Il est l'orateur de l'Assemblée législative du Québec de 1940 à 1942.

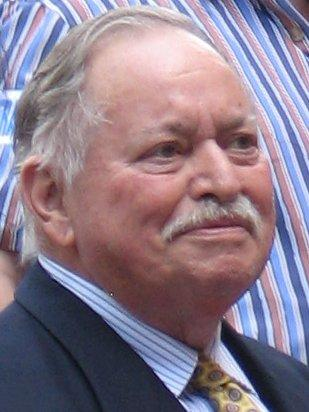
Jacques Parizeau est député de L'Assomption de 1976 à 1984 et de 1989 à 1996 pour le Parti québécois. Il est premier ministre du Québec de 1994 à 1996.

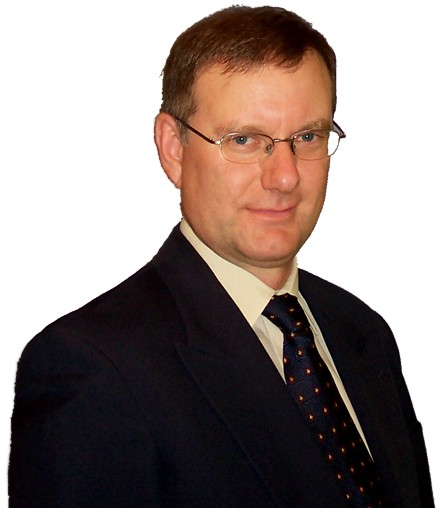
Jean-Claude St-André est député de L'Assomption de 1996 à 2007 pour le Parti québécois.

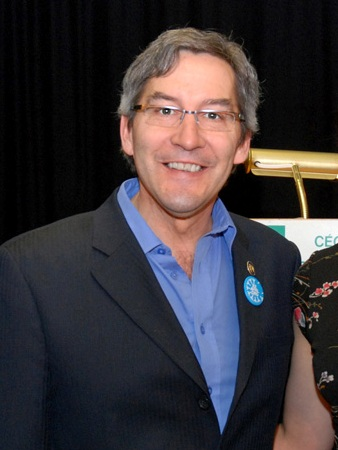
Scott McKay est député de L'Assomption de 2008 à 2012 pour le Parti québécois.

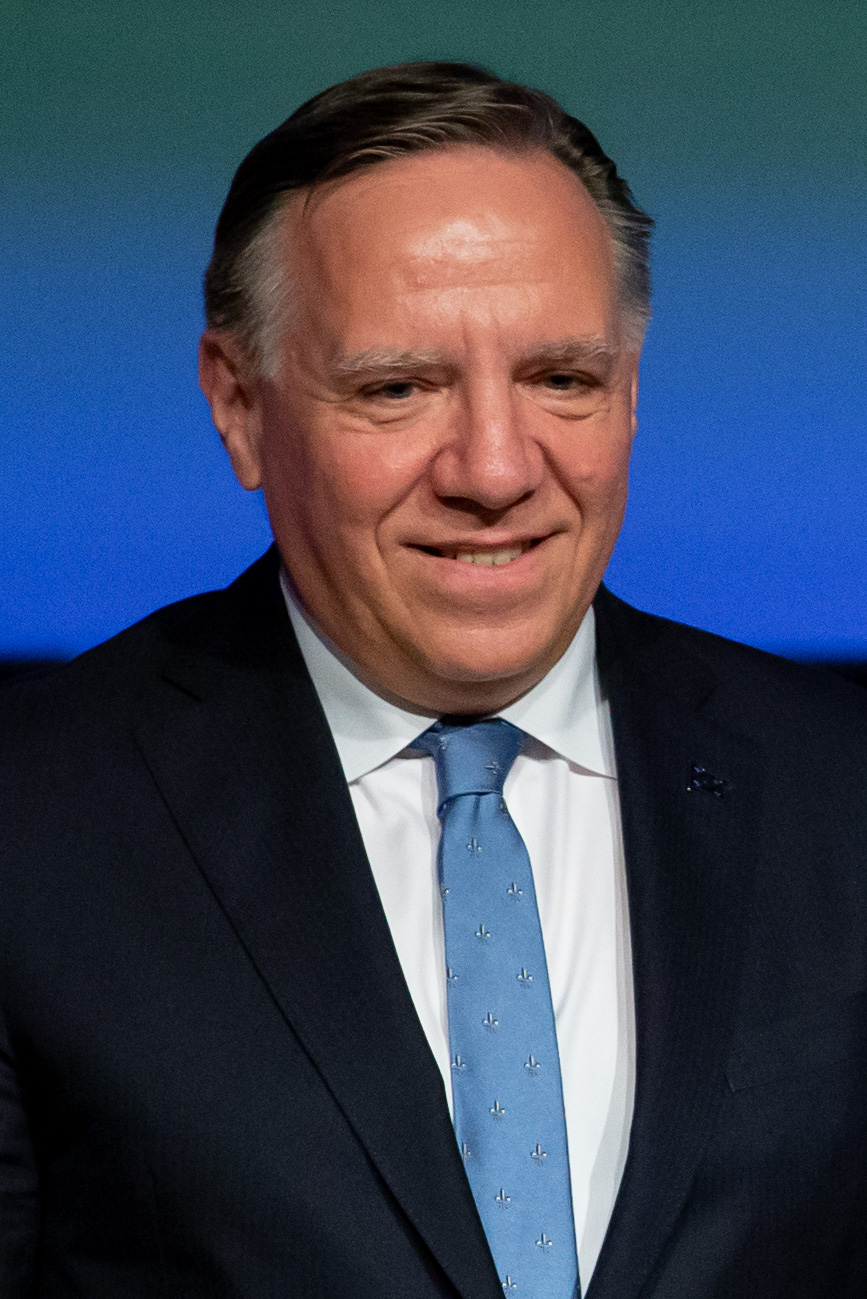
François Legault est le député de L'Assomption depuis 2012 et premier ministre du Québec depuis 2018.

| Années | Années       | Député                     | Parti               |
| ------ | ------------ | -------------------------- | ------------------- |
|        | 1867 - 1871  | Étienne Mathieu            | Conservateur        |
|        | 1871 - 1875  | Onuphe Peltier             | Conservateur        |
|        | 1875 - 1878  | Onuphe Peltier             | Conservateur        |
|        | 1878 - 1880  | Onuphe Peltier             | Conservateur        |
|        | 1880 - 1881  | Joseph Marion              | Conservateur        |
|        | 1881 - 1886  | Joseph Marion              | Conservateur        |
|        | 1886 - 1888  | Ludger Forest              | Libéral             |
|        | 1888 - 1890  | Ludger Forest              | Libéral             |
|        | 1890 - 1892  | Joseph Marion              | Conservateur        |
|        | 1892 - 1897  | Joseph Marion              | Conservateur        |
|        | 1897 - 1900  | Joseph Marion              | Conservateur        |
|        | 1900 - 1904  | Joseph-Édouard Duhamel     | Libéral             |
|        | 1904 - 1906  | Joseph-Édouard Duhamel     | Libéral             |
|        | 1906 - 1908  | Louis-Joseph Gauthier      | Libéral             |
|        | 1908 - 1912  | Walter Reed                | Libéral             |
|        | 1912 - 1916  | Walter Reed                | Libéral             |
|        | 1916 - 1919  | Walter Reed                | Libéral             |
|        | 1919 - 1923  | Walter Reed                | Libéral             |
|        | 1923 - 1927  | Walter Reed                | Libéral             |
|        | 1927 - 1931  | Walter Reed                | Libéral             |
|        | 1931 - 1935  | Walter Reed                | Libéral             |
|        | 1935 - 1936  | Paul Gouin                 | ALN                 |
|        | 1936 - 1939  | Adhémar Raynault           | Union nationale     |
|        | 1939 - 1942? | Bernard Bissonnette        | Libéral             |
|        | 1944 - 1948  | Victor-Stanislas Chartrand | Union nationale     |
|        | 1948 - 1952  | Victor-Stanislas Chartrand | Union nationale     |
|        | 1952 - 1956  | Victor-Stanislas Chartrand | Union nationale     |
|        | 1956 - 1960  | Victor-Stanislas Chartrand | Union nationale     |
|        | 1960 - 1961  | Victor-Stanislas Chartrand | Union nationale     |
|        | 1961 - 1966  | Frédéric Coiteux           | Libéral             |
|        | 1962 - 1966  | Frédéric Coiteux           | Libéral             |
|        | 1966 - 1970  | Robert Lussier             | Union nationale     |
|        | 1970 - 1973  | Jean Perreault             | Libéral             |
|        | 1973 - 1976  | Jean Perreault             | Libéral             |
|        | 1976 - 1981  | Jacques Parizeau           | Parti québécois     |
|        | 1981 - 1984  | Jacques Parizeau           | Parti québécois     |
|        | 1985         | Jean-Guy Gervais           | Libéral             |
|        | 1985 - 1989  | Jean-Guy Gervais           | Libéral             |
|        | 1989 - 1994  | Jacques Parizeau           | Parti québécois     |
|        | 1994 - 1996  | Jacques Parizeau           | Parti québécois     |
|        | 1996 - 1998  | Jean-Claude St-André       | Parti québécois     |
|        | 1998 - 2003  | Jean-Claude St-André       | Parti québécois     |
|        | 2003 - 2007  | Jean-Claude St-André       | Parti québécois     |
|        | 2007 - 2008  | Éric Laporte               | Action démocratique |
|        | 2008 - 2012  | Scott McKay                | Parti québécois     |
|        | 2012 - 2014  | François Legault           | Coalition avenir    |
|        | 2014 - 2018  | François Legault           | Coalition avenir    |
|        | 2018 - 2022  | François Legault           | Coalition avenir    |
|        | 2022 - ...   | François Legault           | Coalition avenir    |

## Résultats électoraux
|                                                                                               | Nom                        | Parti            | Nombre de voix | %      | Maj.   |
| --------------------------------------------------------------------------------------------- | -------------------------- | ---------------- | -------------- | ------ | ------ |
|                                                                                               | François Legault (sortant) | Coalition avenir | 18 637         | 58,6 % | 14 084 |
|                                                                                               | Martin Lefebvre            | Québec solidaire | 4 553          | 14,3 % | -      |
|                                                                                               | Catherine Provost          | Parti québécois  | 4 370          | 13,7 % | -      |
|                                                                                               | Ernesto Almeida            | Conservateur     | 2 424          | 7,6 %  | -      |
|                                                                                               | Thomas Ano-Dumas           | Libéral          | 1 806          | 5,7 %  | -      |
| Total                                                                                         | Total                      | Total            | 31 790         | 100 %  |        |
| Le taux de participation lors de l'élection était de 70,7 % et 462 bulletins ont été rejetés. |                            |                  |                |        |        |

|                                                                                               | Nom                              | Parti               | Nombre de voix | %      | Maj.   |
| --------------------------------------------------------------------------------------------- | -------------------------------- | ------------------- | -------------- | ------ | ------ |
|                                                                                               | François Legault (sortant)       | Coalition avenir    | 18 237         | 57 %   | 12 812 |
|                                                                                               | Marie-Claude Brière              | Québec solidaire    | 5 425          | 17 %   | -      |
|                                                                                               | Sylvie Langlois Brouillette      | Parti québécois     | 4 625          | 14,5 % | -      |
|                                                                                               | Virginie Bouchard                | Libéral             | 2 558          | 8 %    | -      |
|                                                                                               | Eve Bellavance                   | Vert                | 596            | 1,9 %  | -      |
|                                                                                               | Sylvie Tougas                    | Citoyens au pouvoir | 363            | 1,1 %  | -      |
|                                                                                               | Charles-Etienne Everitt-Raynault | Conservateur        | 175            | 0,5 %  | -      |
| Total                                                                                         | Total                            | Total               | 31 979         | 100 %  |        |
| Le taux de participation lors de l'élection était de 71,9 % et 575 bulletins ont été rejetés. |                                  |                     |                |        |        |

|                                                                                               | Nom                        | Parti            | Nombre de voix | %      | Maj.  |
| --------------------------------------------------------------------------------------------- | -------------------------- | ---------------- | -------------- | ------ | ----- |
|                                                                                               | François Legault (sortant) | Coalition avenir | 18 719         | 49,4 % | 7 178 |
|                                                                                               | Pierre Paquette            | Parti québécois  | 11 541         | 30,4 % | -     |
|                                                                                               | Jean-Marc Bergevin         | Libéral          | 5 057          | 13,3 % | -     |
|                                                                                               | Sylvain Fournier           | Québec solidaire | 2 198          | 5,8 %  | -     |
|                                                                                               | Gabriel Gauthier           | Option nationale | 226            | 0,6 %  | -     |
|                                                                                               | Charles-Étienne Raynault   | Conservateur     | 169            | 0,4 %  | -     |
| Total                                                                                         | Total                      | Total            | 37 910         | 100 %  |       |
| Le taux de participation lors de l'élection était de 73,4 % et 666 bulletins ont été rejetés. |                            |                  |                |        |       |

|                                                                                               | Nom              | Parti            | Nombre de voix | %      | Maj.  |
| --------------------------------------------------------------------------------------------- | ---------------- | ---------------- | -------------- | ------ | ----- |
|                                                                                               | François Legault | Coalition avenir | 17 166         | 42,2 % | 1 078 |
|                                                                                               | Lizabel Nitoi    | Parti québécois  | 16 088         | 39,6 % | -     |
|                                                                                               | Lise Hébert      | Libéral          | 4 694          | 11,5 % | -     |
|                                                                                               | Sylvain Fournier | Québec solidaire | 1 465          | 3,6 %  | -     |
|                                                                                               | Evelyne Marcil   | Option nationale | 667            | 1,6 %  | -     |
|                                                                                               | Christine Lebel  | Vert             | 588            | 1,4 %  | -     |
| Total                                                                                         | Total            | Total            | 40 668         | 100 %  |       |
| Le taux de participation lors de l'élection était de 80,4 % et 519 bulletins ont été rejetés. |                  |                  |                |        |       |

|                                                                                               | Nom                    | Parti                        | Nombre de voix | %      | Maj.  |
| --------------------------------------------------------------------------------------------- | ---------------------- | ---------------------------- | -------------- | ------ | ----- |
|                                                                                               | Scott McKay            | Parti québécois              | 15 438         | 42,8 % | 4 090 |
|                                                                                               | Christian Gauthier     | Libéral                      | 11 348         | 31,4 % | -     |
|                                                                                               | Éric Laporte (sortant) | Action démocratique          | 6 938          | 19,2 % | -     |
|                                                                                               | Olivier Huard          | Québec solidaire             | 1 090          | 3 %    | -     |
|                                                                                               | Chantal Latour         | Vert                         | 940            | 2,6 %  | -     |
|                                                                                               | Fanny Bérubé           | Parti indépendantiste (2008) | 341            | 0,9 %  | -     |
| Total                                                                                         | Total                  | Total                        | 36 095         | 100 %  |       |
| Le taux de participation lors de l'élection était de 63,2 % et 666 bulletins ont été rejetés. |                        |                              |                |        |       |

|                                                                                               | Nom                            | Parti               | Nombre de voix | %      | Maj.  |
| --------------------------------------------------------------------------------------------- | ------------------------------ | ------------------- | -------------- | ------ | ----- |
|                                                                                               | Éric Laporte                   | Action démocratique | 16 510         | 39,2 % | 2 223 |
|                                                                                               | Jean-Claude St-André (sortant) | Parti québécois     | 14 287         | 33,9 % | -     |
|                                                                                               | Benoit Verstraete              | Libéral             | 8 235          | 19,6 % | -     |
|                                                                                               | Michel Ménard                  | Vert                | 1 777          | 4,2 %  | -     |
|                                                                                               | Olivier Huard                  | Québec solidaire    | 1 303          | 3,1 %  | -     |
| Total                                                                                         | Total                          | Total               | 42 112         | 100 %  |       |
| Le taux de participation lors de l'élection était de 76,2 % et 415 bulletins ont été rejetés. |                                |                     |                |        |       |

|                                                                                               | Nom                            | Parti               | Nombre de voix | %      | Maj.  |
| --------------------------------------------------------------------------------------------- | ------------------------------ | ------------------- | -------------- | ------ | ----- |
|                                                                                               | Jean-Claude St-André (sortant) | Parti québécois     | 16 965         | 43,4 % | 2 854 |
|                                                                                               | Sylvie Thouin                  | Libéral             | 14 111         | 36,1 % | -     |
|                                                                                               | Daniel Labrecque               | Action démocratique | 7 053          | 18 %   | -     |
|                                                                                               | Bob Aubin                      | Vert                | 602            | 1,5 %  | -     |
|                                                                                               | Gilbert Morin                  | UFP                 | 356            | 0,9 %  | -     |
| Total                                                                                         | Total                          | Total               | 39 087         | 100 %  |       |
| Le taux de participation lors de l'élection était de 75,2 % et 551 bulletins ont été rejetés. |                                |                     |                |        |       |

|  | Référendum                     | % du OUI | % du NON | Taux de participation |
|  | Référendum de 1980             | 51,14 %  | 48,86 %  | 88,21 %               |
|  | Accord de Charlottetown (1992) | 29,22 %  | 70,78 %  | 86,39 %               |
|  | Référendum de 1995             | 63,65 %  | 36,35 %  | 95,60 %               |